# تراویس بیکل
تراویس بیکِل (به انگلیسی: Travis Bickle) نام شخصیت داستانی فیلم راننده تاکسی محصول سال ۱۹۷۶ می‌باشد. این شخصیت یکی از شخصیت‌های اسطوره‌ای تاریخ سینمای جهان می‌باشد و رابرت دنیرو، ایفاگر این نقش برای بازی در این نقش نامزد جایزه اسکار و گوی طلایی شد.